# جهان‌آباد چاه ملک
جهان‌آباد چاه ملک، روستایی از توابع بخش مرکزی شهرستان ریگان در استان کرمان ایران است.

## جمعیت
این روستا در دهستان ریگان قرار دارد و براساس سرشماری مرکز آمار ایران در سال ۱۳۸۵، جمعیت آن زیر سه خانوار بوده‌است.